# Gartmore
Gartmore, schottisch-gälisch: An Gart Mór, ist ein Weiler in der schottischen Council Area Stirling, der dort eine der 42 Community Council Areas bildet. Er liegt jeweils rund 30 Kilometer westlich von Stirling und nördlich von Glasgow am Rande des Loch-Lomond-and-the-Trossachs-Nationalparks nahe dem linken Ufer des Keltie Waters. Sie liegt in der fruchtbaren Region Carse of Forth.

## Geschichte
Östlich von Gartmore ließ möglicherweise Malcolm Macfarlane of Gartartan im Laufe des 16. Jahrhunderts das Tower House Gartartan Castle errichten. Rund 200 Jahre später wurde der Wohnturm zugunsten des Herrenhauses Gartmore House, das bis 1900 Sitz der Grahams war, aufgegeben. Letzter Bewohner war der Politiker Robert Cunninghame Graham.
Gartmore entstand im 18. Jahrhundert als Plansiedlung der Grahams, die auch die neogotische Gartmore Church stifteten. Zwischen 1961 und 1991 sank die Einwohnerzahl Gartmores von 289 auf 194.

## Verkehr
Gartmore ist über untergeordnete Straßen, welche an die östlich passierende A8l (Glasgow–Callander) anschließen, an das Straßennetz angebunden. Innerhalb weniger Kilometer sind außerdem die A811 (Stirling–Balloch) sowie die A821 zugänglich. 1882 erhielt Gartmore einen Bahnhof. Der Passagierbetrieb wurde jedoch 1950 eingestellt und die gesamte Strecke neun Jahre später aufgelassen.